# Chlorometan
Chlorometan, CH
3Cl – organiczny związek chemiczny, najprostszy przedstawiciel chloroalkanów, chlorowa pochodna metanu. Ma właściwości usypiające.

## Występowanie
Duże ilości chlorometanu powstają w oceanach, gdzie biomasa, pod wpływem światła słonecznego, reaguje z chlorem zawartym w pianie morskiej.

## Otrzymywanie
Przemysłowo chlorometan otrzymuje się dwiema metodami:
w reakcji metanolu z chlorowodorem:

|  |  | CH 3OH + HCl → CH 3Cl + H 2O |  | (1) |

przez chlorowanie metanu:

|  |  | CH 4 + Cl 2 → CH 3Cl + HCl |  | (2) |

Proces (2) prowadzić można trzema metodami: termiczną, fotochemiczną lub katalityczną. Jest on stosowany coraz rzadziej do produkcji monochlorometanu, gdyż nieuniknione jest powstawanie produktów silniej chlorowanych (CH
2Cl
2, CHCl
3 i CCl
4), podczas gdy w metodzie (1) wykorzystującej metanol, powstaje praktycznie wyłącznie CH
3Cl. Zaletą metody (1) jest też brak chlorowego produktu ubocznego, w przeciwieństwie do (2).
Hydrochlorowanie metanolu (1) może być prowadzone na dwa sposoby: 
- reakcja metanolu i chlorowodoru w fazie gazowej, w temperaturze 280–350 °C pod ciśnieniem 5 atm
- reakcja metanolu i kwasu solnego w fazie ciekłej, w temperaturze 120–160 °C; dawniej stosowano przy tym chlorek cynku jako katalizator, jednak współcześnie zwykle nie używa się katalizatora.

## Właściwości
W warunkach standardowych chlorometan jest bezbarwnym gazem o słabym słodkawym zapachu.  W tych warunkach w wodzie rozpuszcza się w ilości 5,32 g/l, a w etanolu, tetrachlorometanie i kwasie octowym – ok. 83–85 g/l.
Jest stabilny chemicznie, zaczyna rozkładać się powyżej 400 °C. W temperaturze poniżej 7,5 °C tworzy podobny do śniegu hydrat CH
3Cl·6H
2O. W podwyższonej temperaturze hydrolizuje do metanolu i HCl, przy czym proces ten katalizują zasady, a kwasy nie mają na niego większego wpływu.
Ulega reakcjom Wurtza-Fittiga i Friedela-Craftsa, co jest wykorzystywane w przemyśle. Jest czynnikiem metylującym: z alkoholami tworzy etery metylowe, a z aminami wyższe metyloaminy. Z wodorosiarczkiem sodu (NaHS) reaguje w podwyższonej temperaturze i ciśnieniu, dając metanotiol, CH
3SH.

## Zastosowanie
Jest stosowany jako czynnik chłodzący. Inne zastosowanie znalazł przy produkcji związków ołowiu dodawanych jako środek przeciwstukowy do benzyny, jednak wykorzystanie związków ołowiu w tym charakterze zostało wycofane w większości rozwiniętych krajów.
Chlorometan stanowi produkt pośredni przy wytwarzaniu silikonów. Znajduje również zastosowanie jako rozpuszczalnik przy rafinacji ropy naftowej.
Chlorometan wykorzystywany jest w chemii organicznej do metylowania lub chlorowania. Ma zastosowanie przy produkcji narkotyków, jako środek do miejscowych znieczuleń, jest katalizatorem polimeryzacji niskotemperaturowej, bywa stosowany jako herbicyd.

## Historia
Został wytworzony po raz pierwszy w roku 1835 przez francuskich chemików, byli nimi Jean Baptiste André Dumas i Eugene Peligot. Otrzymali oni chlorometan metodą zbliżoną do dzisiejszej, tzn.  poprzez ogrzewanie mieszaniny metanolu, kwasu siarkowego i chlorku sodu.

## Zagrożenia
Opary chlorometanu są odurzające. Objawami zatrucia chlorometanem są: senność, otępienie, trudności w oddychaniu, duszności. W wyższych stężeniach powoduje paraliż i śpiączkę.
Kontakt skóry z ciekłym chlorkiem metylu powoduje odmrożenia. Kontakt chlorometanu z oczami może spowodować pogorszenie wzroku i spowolnienie reakcji oka na światło.
Długotrwałe narażenie na chlorometan wywołuje u myszy defekty płodów, najprawdopodobniej szkodzi również ludzkim płodom, nie potwierdzono tego jednak w sposób przekonujący.